# Liste der FFH-Gebiete im Landkreis Main-Spessart
Die Liste der FFH-Gebiete im Landkreis Main-Spessart zeigt die FFH-Gebiete des unterfränkischen Landkreises Main-Spessart in Bayern.
Teilweise überschneiden sie sich mit bestehenden Natur-, Landschaftsschutz- und EU-Vogelschutzgebieten.
Im Landkreis befinden sich insgesamt 21 und zum Teil mit anderen Landkreisen überlappende FFH-Gebiete.